# Чабан Роман Ярославович
Рома́н Яросла́вович Чаба́н (10 жовтня 1979 — 9 жовтня 2022) — солдат Збройних Сил України, учасник російсько-української війни, який загинув під час російського вторгнення в Україну, кавалер ордена «За мужність» III ступеня (2023, посмертно). Позивний «Sofro».

## Життєпис
Чабан Роман народився 10 жовтня 1979 року в м. Бібрка, Перемишлянського району, Львівської області, Українська РСР, СРСР.
У 1986 році розпочав навчання у СШ № 49 м. Львова. Окрім навчання в школі, Роман відвідував спортивні секції: на початку це було карате, а потім важка атлетика. Після навчання у школі в 1995 році вступив до Політехнічного технікуму на будівельний факультет, за два роки перевівся у Будівельний технікум, який закінчив у 1999 році.
Після навчання протягом двох років служив у Прикордонних військах України. Демобілізувавшись продовжив навчання у НУ «Львівська політехніка» на факультеті «Промислове та цивільне будівництво», яке закінчив у 2005 році.
Працював інженером на різних фірмах: проєктував житлові будинки та інші споруди. Поза робочий час займався спортом.
З початком російського вторгнення в Україну в 2022 році добровольцем став на захист України. Боровся проти держави-терориста у складі 125-ї окремої бригади територіальної оборони ЗСУ на посаді кулеметника стрілецького відділення.
Під час виконання бойового завдання 9 жовтня 2022 року, поблизу с. Торське, Донецької області, разом з побратимом Михайлом Іваніківим потрапив під мінометний обстріл ворога. Лише один день Роман не дожив до 43-річчя.
У Романа залишилися дружина та двоє дітей.
Поховали захисника на Полі почесних поховань Личаківського кладовища у Львові.

## Нагороди
У лютому 2023 року відповідно до Указу Президента України № 35/2023 Чабана Романа Ярославовича за особисту мужність і самовідданість, виявлені у захисті державного суверенітету та територіальної цілісності України, вірність військовій присязі було посмертно відзначено державною нагородою: орденом «За мужність» ІІІ ступеня.
У травні 2024 відповідно до наказу Міністра оборони України № 786 від 21 травня 2024 року відзначено медаллю «Захиснику України».